# Luís Filipe de Saldanha da Gama
Luís Filipe de Saldanha da Gama, conhecido como Almirante Saldanha da Gama (Campos dos Goytacazes, 7 de abril de 1846 — Campo Osório, RS, 24 de junho de 1895), foi um militar da Marinha do Brasil.

## Biografia

### Infância e juventude
Luís Filipe de Saldanha da Gama nasceu em Campos, no dia 7 de abril de 1846, na chácara de propriedade de seu pai, na Beira-Rio, hoje avenida 15 de Novembro, casa que já não existe mais e que tinha o nº 259. Filho do fazendeiro dom José de Saldanha da Gama, homem inteligente e de prestígio na Corte, e de dona Maria Carolina Gomes Barroso, filha do coronel Sebastião Gomes Barroso, respeitável proprietário rural da época. A vida de Luís Filipe em Campos foi de sete anos; livre, sem acontecimentos importantes, entre a chácara da avenida 15 de Novembro e as fazendas Colégio e Tocaia, ambas de propriedade de seu pai. A infância nas terras campistas durou pouco tempo. O menino nascido em Campos, batizado na velha matriz de São Salvador pelo cônego João Carlos Monteiro, pai do abolicionista José Carlos do Patrocínio, cujo termo de batismo poderá ser comprovado nos arquivos da hoje Basílica Menor do Santíssimo Salvador, deixou de residir nessas plagas em 1853, partindo com destino ao Rio de Janeiro, onde, mais tarde, despontaria para a grandeza do Brasil.

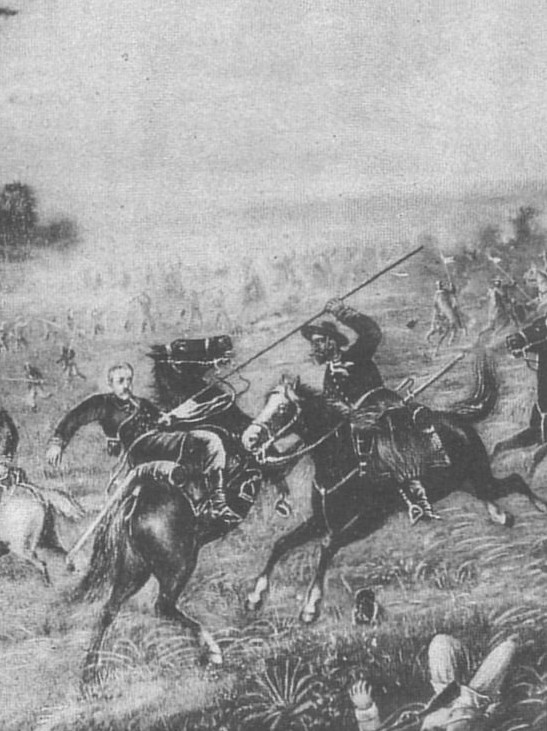
Morte do almirante Saldanha da Gama na Batalha de Campo Osório.

Bacharel em Letras, fez o curso da Academia da Marinha onde ingressou aos dezessete anos, sempre galgando postos até alcançar o de Almirante. Representou o Brasil na exposição de Viena (1873), na de Filadélfia (1876) e na de Buenos Aires (1882).
Recebeu as condecorações da Campanha Oriental, da Guerra do Paraguai, da Rendição de Uruguaiana e a do Mérito Militar. Liderou a Segunda Revolta da Armada (1893). Participou da Revolta da Armada, apesar de ser diretor da Escola Naval. 
Vencido pelas tropas de Hipólito Ribeiro em 24 de junho de 1895, foi morto em combate na Batalha de Campo Osório. Morto às mãos de Salvador Sena Tambeiro, um oriental comandado pelo caudilho João Francisco. Segundo testemunhas, as últimas palavras do almirante foram “Respeite-me! Sou o Almirante Saldanha!” e a resposta do Major foi: “Esses são os que eu gosto!”. Atacou-lhe com um pontaço de lança, degolou-lhe depois e também mutilou-o, arrancando-se-lhe orelhas e dentes. Antes de morrer, Saldanha ainda teria dito: “Basta, miserável”. Seu corpo só seria encontrado dias depois e sepultado no cemitério de Riveira.
No ano de 1908 seus restos mortais, juntamente com os do Almirante Francisco Manuel Barroso da Silva, foram trasladados para o Brasil e atualmente encontram-se depositados em um mausoléu no Cemitério de São João Batista.

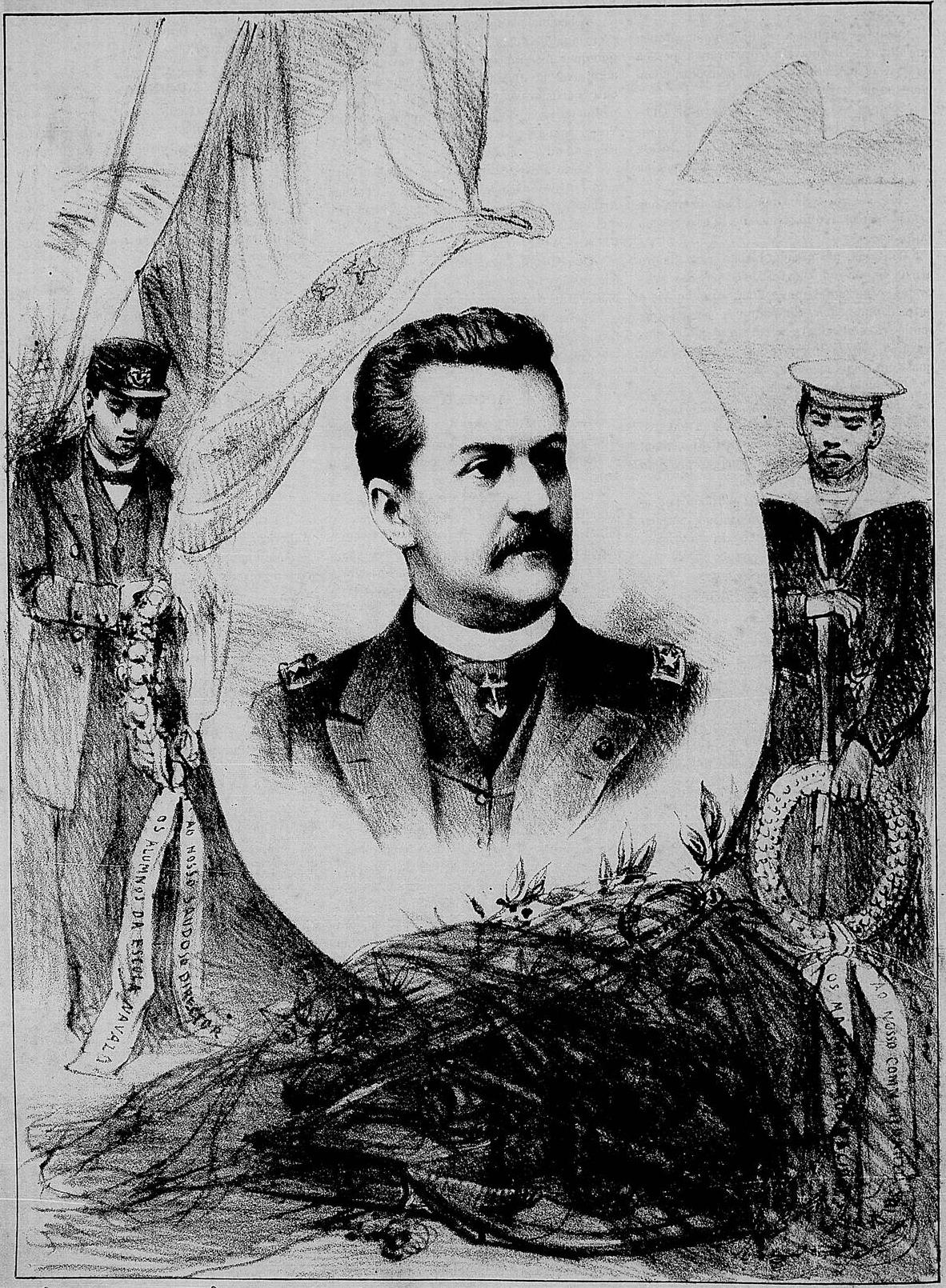
Homenagem póstuma a Saldanha da Gama, publicada na Revista Don Quixote (1894).

Em "Minha Formação" (1900), afirma sobre ele Joaquim Nabuco: 
| “ | Eu tinha conhecido Saldanha na Exposição da Filadélfia, depois ligamo-nos muito em Nova York, onde morávamos no mesmo hotel, o Buckingham. (…) Pobre Saldanha! Nascido para o mundo, para o amor, para a glória, quem imaginaria, ao vê-lo naquele tempo em Nova York, que o seu destino seria o que foi? A esfinge da vida que lhe dera, ainda adolescente, um dos seus enigmas indecifráveis para resolver, destruindo nele a aspiração de ser feliz, reapareceu de novo a embargar-lhe o passo no momento em que podia disputar a primeira posição do país. | ” |

## Ascendência
O Almirante Saldanha da Gama era neto do sexto conde da Ponte e trineto de João de Saldanha da Gama, 41º vice-rei da Índia.[carece de fontes?]